# Dach und Holz International
Die Dach und Holz International (Eigenschreibweise: DACH+HOLZ International) ist eine europäische Fachmesse für das Dachdecker- und Zimmererhandwerk. Sie gilt als „führende europäische Fachmesse für das Holzbau- und Dachdeckerhandwerk“.  Die Dach und Holz International findet seit der erstmaligen Durchführung 2008 turnusmäßig alle zwei Jahre statt und wechselt zwischen den Standorten Stuttgart und Köln. Hervorgegangen ist die Dach und Holz International aus dem Zusammenschluss der Branchenleitmesse der Dachdecker Dach+Wand (erste Veranstaltung 1957) und der Branchenleitmesse der Zimmerer Holzbau+Ausbau (erste Veranstaltung 1982).

## Ausstellungsbereiche und Zielgruppen
Die Messe bietet alle Produkt- und Dienstleistungsbereiche für das Gebäude: Holzbau und Ausbau, Dach-, Wand- und Abdichtungs- sowie Klempnertechnik. Sie spricht in erster Linie Zimmerer, Dachdecker, Bauklempner, Architekten, Planer und Ingenieure an. Das Tagungs- und Kongressprogramm der Dach und Holz International umfasst Fortbildungen, Fachvorträge sowie interaktive Workshop-Formate und Live-Demonstrationen.  

## Ideelle Träger und Kooperationspartner
Die Träger der Messe sind der Zentralverband des Deutschen Dachdeckerhandwerks und Holzbau Deutschland – Bund Deutscher Zimmermeister im Zentralverband des Deutschen Baugewerbes. Organisiert wird die Dach und Holz International von der Gesellschaft für Handwerksmessen (GHM), München. 